# Hippotion saclavorum
Hippotion saclavorum är en fjärilsart som beskrevs av Jean Baptiste Boisduval 1833. Hippotion saclavorum ingår i släktet Hippotion och familjen svärmare. Inga underarter finns listade i Catalogue of Life.